# John Ortiz
John Agustin Ortiz (Brooklyn, Nueva York; 23 de mayo de 1968) es un actor y director artístico estadounidense cofundador de la LAByrinth Theater Company.

## Vida personal
Nacido y criado en el Bushwick, un barrio de Brooklyn, Nueva York, es de ascendencia puertorriqueña. Ortiz residió en aquel barrio con su mujer y su hijo Clemente hasta 2010. Entonces se trasladaron a California, donde viven actualmente.

## Carrera
En 1993 debutó en el cine como Guajiro, el joven primo de Al Pacino en Carlito's Way. Ha aparecido en más de 30 películas, entre las que figuran El cantante, Ritmo y seducción, Antes que anochezca, Amistad, Rescate y Narc: calles peligrosas. Sus actuaciones cinematográficos recientes incluyen American Gangster de Ridley Scott, como Javy Rivera, socio de Russell Crowe; Miami Vice, de Michael Mann, como el narcotraficante José Yero; y en la franquicia de Fast & Furious como Arturo Braga, jefe de un cartel mexicano.
Entre los papeles televisivos de Ortiz han destacado recientemente la iniciativa de J. J. Abrams Hope Against Hope, de la cadena HBO; una serie de Denis Leary, The Job, y Clubhouse (CBS), así como el drama policial Blue Blood de la NBC, dirigido por Brett Ratner.
En 1992 formó junto con otros 13 actores latinos Actores Base Latino para disponer de un lugar donde trabajar y así tener ocasión de convertirse en un conjunto cohesionado. Actualmente ese conjunto es conocido como LAByrinth Theater Company: una galardonada compañía de más de 100 artistas de una amplia gama de culturas y disciplinas creativas.
Aparte de LAByrinth, interpretó a Clyde en la película Jack Goes Boating, de Bob Glaudini (nominación al Drama Desk). En 2006, apareció como el Che Guevara en la inauguración mundial de la Escuela de las Américas por José Rivera, una coproducción entre LAByrinth Theater Company y The Public Theater. Otras coproducciones entre LAByrinth y The Public Theater en las que ha participado incluyen el papel de Jesús en el estreno mundial de Los últimos días de Judas Iscariote de Stephen Adly Guirgis, y José solitario en Guinea Pig Solo por Brett C. Leonard. Otros de sus créditos incluyen Jesus Jumped the A Train, de Stephen Adly Guirgis, en Londres y Nueva York (nominación al Drama Desk, Drama League Award) y Where Is My Money?, escrita y dirigida por John Patrick Shanley.
En 2003, Ortiz hizo su debut en Broadway en el Premio Pulitzer Nilo Cruz 'ganar el juego Ana en el trópico. Apareció en estrenos mundiales dirigidos por José Rivera: La adoración de la Vieja en La Jolla Playhouse, Sueño en MCC Theater y La Calle del Sol en Marcos Taper Forum. También presentó en Nueva York dos estrenos de las obras de Rivera: Las referencias a Salvador Dalí Make Me Hot en el Public Theater (Premio OBIE) y Tectonic Cloud en Dramaturgos Horizons. Ortiz también apareció en la piel de nuestros dientes y De Donde en el Public Theater; las giras mundiales de El mercader de Venecia y Los persas dirigidos por Peter Sellars; Arresto domiciliario en el Arena Stage; y la gira nacional de Algunos hombres buenos; Pentecostés en el Yale Repertory Theatre.

## Filmografía
Serie "la locura" netflix 
| Año       | Película                          | Papel                            |
| --------- | --------------------------------- | -------------------------------- |
| 1992–2008 | Law & Order                       | Roberto Martínez / Víctor Vargas |
| 1993      | Carlito's Way                     | Guajiro                          |
| 1993      | Italian Movie                     | César                            |
| 1995      | Lotto Land                        | Coco                             |
| 1996      | Rescate                           | Roberto                          |
| 1996      | Sargento Bilko                    | Spc. Luis Clemente               |
| 1996      | Lush Life                         | Nelson 'Margarita' Márquez       |
| 1997      | Touched by an Angel               | Nicky                            |
| 1997      | Riot                              | Ciaco                            |
| 1997      | Amistad                           | Montes                           |
| 1998      | Side Streets                      | Ramón Yanes                      |
| 1999      | The Last Marshal                  | Enrico                           |
| 2000      | The Opportunists                  | Ismael Espinoza                  |
| 2000      | Antes que anochezca               | Juan Abreu                       |
| 2001–2002 | The Job                           | Rubén Somarriba                  |
| 2001      | 3 A.M.                            | Héctor                           |
| 2002      | Narc                              | Octavio Ruiz                     |
| 2003      | The Handler                       | Agente de la DEA                 |
| 2004      | Law & Order: Special Victims Unit | Oficial Zermeño                  |
| 2004–2005 | Clubhouse                         | Carlos Tavares                   |
| 2006      | El Cantante                       | Willie Colón                     |
| 2006      | Take the Lead                     | Mr. Temple                       |
| 2006      | Miami Vice                        | José Yero                        |
| 2006      | The Deep and Dreamless Sleep      | Mervin                           |
| 2007      | Aliens vs. Predator: Requiem      | Sheriff Eddie Morales            |
| 2007      | American Gangster                 | Javier J. Rivera                 |
| 2008      | Pride and Glory                   | Rubén Santiago                   |
| 2008      | Blue Blood                        | Héctor                           |
| 2009      | Public Enemies                    | Phil D'Andrea                    |
| 2009      | Fast & Furious                    | Ramón Campos (Arturo Braga)      |
| 2009      | Anatomy of Hope                   | Tom Hernández                    |
| 2009      | Medium                            | Agente Daniel Muñoz              |
| 2010      | Jack Goes Boating                 | Clyde                            |
| 2011–2012 | Luck                              | Turo Escalante                   |
| 2012      | Silver Linings Playbook           | Ronnie                           |
| 2013      | Fast & Furious 6                  | Arturo Braga                     |
| 2014      | The Drop                          | Detective Torres                 |
| 2015      | Blackhat                          | Henry Pollack                    |
| 2015      | Togetherness                      | David                            |
| 2015      | Steve Jobs                        | Joel Pforzheimer                 |
| 2016      | The Finest Hours                  | Wallace Quirey                   |
| 2017      | Going in Style                    | Jesús                            |
| 2018      | The Cloverfield Paradox           | Monk                             |
| 2018      | Bumblebee                         | Dr. Powell                       |
| 2018      | Peppermint                        | Moises Beltran                   |
| 2019      | Replicas                          | Jones                            |
| 2020      | Messiah                           | Félix Iguero                     |
| 2021      | The Fallout                       | Carlos Cavell                    |
| 2023      | American Fiction                  | Arthur                           |